# یونایتد پارسل سرویس
یوپی‌اس یا یونایتد پارسل سرویس (به انگلیسی: United Parcel Service) شرکت پست آمریکایی است، که تمرکز اصلی آن بر انتقال محموله‌های پستی، ارائه خدمات ترابری، پشتیبانی و لجستیک، معطوف می‌باشد. شرکت یوپی‌اس در سال ۱۹۰۷ توسط جیمز ای. کیسی تأسیس شد. این شرکت هم‌اکنون دارای عملیات در کشورهای قاره آمریکا، اروپا، آفریقا و خاورمیانه می‌باشد.
خدمات حمل‌ونقل هوایی یونایتد پارسل سرویس توسط شرکت تابعه؛ یوپی‌اس ایرلاینز انجام خواهد گرفت. دفتر مرکزی این شرکت در شهر سندی اسپرینگ، جورجیا، ایالات متحده آمریکا قرار دارد. بخشی از سهام شرکت یوپی‌اس در بازار بورس نیویورک معامله می‌شود.

## تاریخچه
در ۲۸ اوت ۱۹۰۷، جیمز ای. کیسی شرکت پیام رسان آمریکایی را با کلود رایان در سیاتل، واشینگتن، با سرمایه ۱۰۰ دلار وام تأسیس کرد. بیشتر تحویل در این زمان با پای پیاده انجام می‌شد و برای سفرهای طولانی‌تر از دوچرخه استفاده می‌شد.
شرکت پیام‌رسان آمریکایی عمدتاً بر تحویل بسته به فروشگاه‌های خرده‌فروشی با پست مخصوص تحویل داده شده برای بزرگ‌ترین مشتری خود، اداره پست ایالات متحده، متمرکز بود. در سال ۱۹۱۳، این شرکت یک مدل T Ford را به عنوان اولین وسیله نقلیه تحویل خود خریداری کرد. کیسی و رایان با یک رقیب به نام اورت مک کیب ادغام شدند و Merchants Parcel Delivery را تشکیل دادند. تحویل تلفیقی نیز معرفی شد که بسته‌های خطاب به یک محله خاص را روی یک وسیله نقلیه تحویل ترکیب می‌کرد. در سال ۱۹۱۶، چارلی سودستروم به Merchants Parcel Delivery پیوست و وسایل نقلیه بیشتری را برای تجارت رو به رشد تحویل وارد کرد. در سال ۱۹۱۹، این شرکت برای اولین بار در خارج از سیاتل به اوکلند، کالیفرنیا گسترش یافت و نام خود را به United Parcel Service تغییر داد. تغییر نام به United Parcel Service برای یادآوری شرکت بود که عملیات توسعه همچنان تحت همان سازمان متحد بود و Parcel نوع کسب و کار ارائه شده را به عنوان بخشی از خدمات خود شناسایی کرد. خدمات حامل مشترک در سال ۱۹۲۲ از یک شرکت در لس آنجلس، کالیفرنیا خریداری شد. یو پی اس به یکی از تنها شرکت‌هایی در ایالات متحده تبدیل شد که خدمات حامل مشترک را ارائه می‌دهد. در ابتدا حامل معمولی فقط به یک منطقه کوچک در اطراف لس آنجلس محدود می‌شد اما در سال ۱۹۲۷ به مناطقی تا ۱۲۵ مایلی خارج از شهر گسترش یافت. در سال ۱۹۲۴، یک سیستم تسمه نقاله برای جابجایی بسته‌ها برای عملیات UPS آغاز شد.
در سال ۱۹۳۰، خدمات تلفیقی در شهر نیویورک و به زودی در شهرهای بزرگ دیگر در شرق و غرب میانه آغاز شد. استفاده از حامل مشترک برای تحویل بین همه مشتریان، UPS را در رقابت مستقیم با USPS و کمیسیون تجارت بین ایالتی قرار داد. خدمات حامل مشترک در شهرهایی که UPS می‌توانست بدون مجوز ICC و کمیسیون‌های بازرگانی ایالتی از این سرویس استفاده کند، استفاده می‌شود. اولین شهر برای UPS که از وضعیت حامل مشترک خارج از کالیفرنیا استفاده کرد، شیکاگو، ایلینوی، در سال ۱۹۵۳ بود.